# 傑森·肯道爾
傑森·丹尼爾·肯道爾（英語：Jason Daniel Kendall，1974年6月26日—），為前美國職棒大聯盟的捕手，生涯曾效力於海盜、運動家、小熊、釀酒人與皇家等隊。他的父親Fred Kendall曾於1969年至1980年間在大聯盟打球。
肯道爾生涯入選3次明星賽，生涯守備率高達9成90。另外他累積189次盜壘成功，至今仍是大聯盟死球年代以來最多盜壘的捕手。在他退休時，他的生涯安打數和二壘安打數在捕手排行僅次於名人堂捕手伊凡·羅德里奎茲。

## 職業生涯

### 匹茲堡海盜
1996年，肯道爾登上大聯盟。他在菜鳥年就繳出3成打擊率，成功入選明星賽。最後他在新人王票選拿下第三。1998年和2000年，肯道爾都有入選明星賽。1999年7月4日，他因為跑壘傷到腳踝，導致球季報銷。
2000年5月19日，肯道爾成為海盜隊史首位在三河體育場達成完全打擊的選手。11月18日，他獲得球團6年6000萬美元的延長合約。他的薪水在當時的捕手排行僅次於麥克·皮耶薩。
2002年至2004年間，肯道爾都是大聯盟蹲捕場次與局數最多的選手。2005年，他發生15次失誤，為全大聯盟最多。他的接捕場次至今仍是海盜隊史第一高。

### 奧克蘭運動家
2004年球季結束後，海盜將肯道爾交易到運動家，換來亞瑟·羅茲、Mark Redman和現金。2005年，他的打擊率2成71為生涯次差，3成21的長打率是符合打席數的打者中最差的成績。不過他在運動家多擔任首棒打者，以捕手來說實屬罕見。
2006年5月2日，肯道爾曾因為近身球與投手約翰·雷基發生肢體衝突。這年他首度參與到季後賽，他在分區賽第二場敲出安打，最後運動家3比0橫掃雙城，但在美聯冠軍賽被老虎橫掃出局。

### 芝加哥小熊
2007年7月16日，運動家將肯道爾交易到小熊，換來Rob Bowen和Jerry Blevins。當時他的長打率和上壘率都未滿3成，在所有先發球員中敬陪末座。該年他只有完成20次阻殺，被盜壘成功111次，是該年阻殺成績最差的捕手。

### 密爾瓦基釀酒人

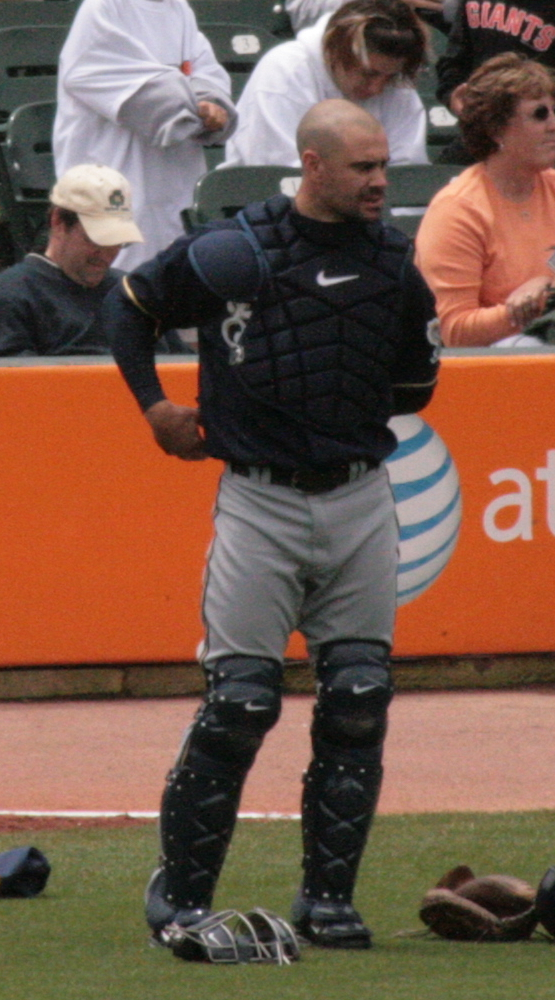
的肯道爾

2007年11月21日，肯道爾與釀酒人簽下一年合約。2008年，他繳出接近40%的阻殺率，因此他在球季結束後獲得球團續約。
2009年5月18日，他敲出大聯盟生涯第2000支安打，成為捕手史上第8人。總計他在釀酒人共繳出2成44的打擊率。

### 堪薩斯市皇家
2009年12月11日，肯道爾與皇家簽下兩年合約。
2010年9月3日，肯道爾因為進行手術球季報銷。這也讓他缺席整個2011年賽季，球季結束後，他成為自由球員。
2012年7月19日，他與皇家簽下小聯盟約。他只在2A出賽2場比賽，便於7月24日宣布退休。

## 生涯打擊成績
| 出賽次數 | 打席 | 打數 | 得分 | 安打 | 二安 | 三安 | 全壘打 | 打點 | 盜壘 | 保送 | 三振 | 打擊率 | 上壘率 | 長打率 | OPS  |
| -------- | ---- | ---- | ---- | ---- | ---- | ---- | ------ | ---- | ---- | ---- | ---- | ------ | ------ | ------ | ---- |
| 2085     | 8702 | 7627 | 1030 | 2195 | 394  | 35   | 75     | 744  | 189  | 721  | 686  | .288   | .366   | .378   | .744 |

## 個人生活
肯道爾在2010年遇見現任妻子，兩人育有4名子女。
他在退休後加入皇家球團，擔任助理教練長達7年的時間。後來他在2015年隨隊奪冠。2022年5月14日，他在海盜擔任球員培養人員。

## 外部連結
- 球員資訊和成績在MLB，ESPN，Baseball-Reference，Fangraphs（英文）

| 奖项与成就         | 奖项与成就             | 奖项与成就       |
| ------------------ | ---------------------- | ---------------- |
| 前任： 何塞·瓦倫汀 | 完全打擊 2000年5月19日 | 繼任： 麥克·蘭辛 |